# Биби Рекса
Блета Реджа (на албански: Bleta Rexha, родена на 30 август 1989 г.), по-известна като Биби Рекса (на английски: Bebe Rexha), е американска певица, автор на песни и продуцент. Позната е с песните „Me, Myself & I“ на G-Eazy, „Hey Mama“ на Давид Гета и „In the Name of Love“ на Мартин Гарикс. Помогнала е за написването на популярната песен „The Monster“ на Еминем и Риана. Работи и по проекти за изпълнители като Селена Гомес, Ник Джонас, Иги Азалия и други. След издаването на няколко EP-та, през 2018 г. Биби представя дебютния си албум, озаглавен „Expectations“. Номинирана е за две награди „Грами“. През 2021 година издава и втория си студиен албум – „Better Mistakes“.
Въпреки че твори предимно за поп средите, певицата е известна с гъвкавите си умения за създаване на песни. Първата издадена песен, по която работи е корейски поп. Пише песни в жанровете: хип-хоп, рок, R&B, кънтри, денс и електронна.
Певицата е явен защитник на правата на ЛГБТ обществото и определя сексуалността си като „непостоянна“. През 2019 година споделя, че страда от биполярно разстройство.

## Произход и образование
Блета Реджа е родена на 30 август 1989 г. в Бруклин, Ню Йорк в семейството на албанци, които емигрират в САЩ през 80-те години на XX век. Баща ѝ е от Дебър, а майка ѝ – от Гостивар, Северна Македония. Името ѝ, Блета, на албански означава медоносна пчела и затова тя използва псевдонима Биби. Семейството ѝ се мести в Статън Айлънд, Ню Йорк, когато тя е на шест. Започвайки от основното училище, Рекса ходи на уроци по тромпет в продължение на девет години, а по-късно сама се учи да свири и на китара и пиано. Тя участва в училищни мюзикъли и се включва в училищния хор, където научава, че гласът ѝ е колоратура сопрано.
Реджа участва в конкурса за тийнейджърска песен на The Recording Academy, по случай деня на наградите „Грами“ и печели наградата за най-добър тийн текстописец, побеждавайки над 700 други участника. По-късно среща търсача на таланти Саманта Кокс, която я убеждава да се запише на уроци по писане на песни в Ню Йорк Сити.

## Кариера

### 2011 – 2012: Първи стъпки
Кариерата на Рекса започва, след като тя се среща с басиста на Fall Out Boy, Пийт Уенц, в звукозаписно студио в Ню Йорк през 2010 г. Тогава тя става главен вокалист на експерименталния проект на Уенц – „Black Cards“. Групата изнася концерти на живо и издава няколко сингъла. През януари 2012 г., Уенц обявява, че Реджа е напуснала бандата, за да работи по свои проекти.

### 2013 – 2016: Солов дебют и колаборации
През 2013 г. подписва договор с „Warner Bros. Records“ като соло изпълнител. Тогава тя пише песни за изпълнители като Селена Гомес и Ники Уилямс, а най-популярната ѝ творба е „The Monster“ на Еминем и Риана. Първоначално, песента е била озаглавена „Monster Under My Bed“ и е била записана за дебютния албум на Биби, но, по стечение на обстоятелствата, тя се озовава в лейбъла на Еминем, а Биби записва част от вокалите за припева, които са непосилни за Риана, без да бъде спомената сред изпълнителите на парчето, което се изкачва до върха на редица класации на Billboard. През същата година, Биби работи и по сингъла „Take Me Home“ на Cash Cash, на който е и композитор, и изпълнител.
Дебютният сингъл на Биби, „I Can't Stop Drinking About You“, е издаден на 21 март 2014 г. Музикалното видео към песента, която успява да достигне 12-а позиция в класация на Billboard, излиза на 12 август. През ноември, Рекса е включена в „This Is Not A Drill“ на рапъра Питбул. Месец по-късно, тя издава още два сингъла – „I'm Gonna Show You Crazy“ и „Gone“. На 12 май 2015 г. е пуснато в продажба дебютното ѝ EP чрез Warner Bros. Records – „I Don't Wanna Grow Up“. През същата година, помага за написването на разбиващия хит „Hey Mama“ като записва и вокалите на припева. В песента участват и Давид Гета, Ники Минаж и Афроджак, а името на Биби рядко се споменава наред с останалите.
През октомври 2015 г. Биби написва и участва в „Me, Myself & I“ на G-Eazy. Оригиналното заглавие на песента е „I Don't Need Anything“, а идеята е била да бъде издадена като соло проект, но Рекса представя идеята си на G-Eazy и те я превръщат в съвместно парче. По време на своя среща с мениджъра на Ники Минаж, Биби го пита дали тя би участвала в неин проект и след нейното съгласие, през март 2016 г. се появява сингълът „No Broken Hearts“. Видеото, режисирано от Дейв Мейер, излиза месец по-късно и достига 220 милиона гледания в YouTube.

### 2016 – 2017: Поредицата „All Your Fault“
На 29 юли 2016 г. холандският DJ Мартин Гарикс издава сингъла „In The Name Of Love“ в изпълнение на Биби, който покорява световните музикални класации. През август излиза и музикалното видео към песента. На 6 ноември, Рекса е водещ на Европейските музикални награди на MTV в Ротердам, Холандия и представя няколко изпълнения, сред които – новия си сингъл „I Got You“. Оригиналната идея за видео към песента е отхвърлена, въпреки че снимките са започнали, а одобреният клип излиза на 6 януари 2017 г. и достига 50 млн. гледания в рамките на един месец. През март 2017 г. от Далас, Тексас започва първото ѝ световно турне, в подкрепа на новото ѝ EP, „All Your Fault: Pt. 1“ – „All Your Fault Tour“, което се състои от 29 концерта в Северна Америка и Европа. През май, MTV излъчва документален филм за живота на Биби и пътя ѝ към славата, озаглавен „Bebe Rexha: The Ride“. Рекса представя видео към песента „F.F.F.“ с участието на G-Eazy без да я издава като сингъл.
На 19 май 2017 г. като пилотен сингъл от EP-то „All Your Fault: Pt. 2“ е издадена песента „The Way I Are (Dance With Somebody)“ с участието на Лил Уейн, което излиза в продажба на 11 август. Изпълнявайки я на пресконференция на компанията Ubisoft, Биби обявява, че е сред песните в играта „Just Dance 2018“. В подкрепа на новия ѝ проект и дебютния албум на Марк Баси е създадено турнето „Bebe & Bassy Tour“, което започва обиколката си из САЩ през октомври. Не след дълго, концертите са преустановени до 2018 г., поради инфекция на Биби, която я поставя на стриктен режим. На 23 октомври Рекса обявява „Meant To Be“ за втори сингъл и представя видеото към песента, в която участва кънтри дуото Florida Georgia Line, в същия ден. Проектът достига второ място в класацията Billboard Hot 100 и 50 седмици е на върха на чарта за кънтри песни в САЩ, с което подобрява рекорда за най-дълго време прекарано на челната позиция.
Първият концерт на Биби в България се състои на 15 юли 2017 г. във Варна като част от фестивала MTV Presents Varna Beach.

### 2017 – 2019: „Expectations“
Въпреки че към края на 2017 година певицата започва да загатва предстоящата премиера на третата част на поредицата „All Your Fault“, през ноември с. г. разкрива, че скоро ще представи дебютния си албум, озаглавен „Expectations“. В албума, издаден на 22 юни 2018 г., Рекса включва по една песен от двете EP-та „All Your Fault“ – „I Got You“ и „Meant to Be“. Заедно със старта на предварителните продажби на проекта, Биби представя два промо сингъла – „Ferrari“ и „2 Souls on Fire“ с Куейво от групата Мигос. Като пилотен сингъл от дебютния албум на певицата е промотирана песента „I'm a Mess“.
На 20 ноември 2018 г. излиза сингълът „Say My Name“ на Давид Гета, в който участват Джей Балвин и Биби Рекса. Същата година певицата получава две номинации за „Грами“ – в категориите „Най-добър нов изпълнител“ и „Най-добро кънтри изпълнение на дует или група“ за „Meant to Be“.
Биби издава нов сингъл, озаглавен „Last Hurrah“ на 15 февруари 2019 г. През същия месец става ясно, че Рекса ще бъде гост-треньор в новия сезон на американското риалити „The Voice“. През май е обявена като подгряващ изпълнител на турнето на Джонас Брадърс. На 31 май е представен колаборативният ѝ сингъл с The Chainsmokers – „Call You Mine“, който е третият им общ проект след като дуото работи по официални ремикс версии на песните „Take Me Home“ и „I Can't Stop Drinking About You“.

### 2019–настояще: „Better Mistakes“
На 9 октомври 2020 г. Рекса представя първия сингъл от втория си студиен албум – песента „Baby I'm Jealous“ с участието на Доджа Кет. В интервю през същия месец певицата споделя, че планира следващият ѝ албум да бъде визуален – т.е. всички песни да са клипирани. На 5 март 2021 г. е представена песента „Sacrifice“, чието музикално видео излиза на същия ден.
По-късно през същия месец дебютира съвместната ѝ колекция обувки и аксесоари с „Пума“, която се продава само в европейските магазини на „Дайхман“.
На 14 април Биби разкрива датата на издаване на втория си студиен албум, както и неговото име. Премиерата на проекта „Better Mistakes“ е насрочена за 7 май 2021 г. Скоро след това обявява и третия сингъл от албума – „Sabotage“, издаден на 16 април 2021 г. На 30 април представя четвъртия сингъл, озаглавен „Die for a Man“ с участието на Лил Узи Верт.

## Дискография

### Албуми
- „Expectations“ („Очаквания“) (2018)
- „Better Mistakes“ („По-добри грешки“) (2021)

### EP-та
- „I Don't Wanna Grow Up“ („Не искам да порасна“) (2015)

- „All Your Fault: Pt. 1“ („Изцяло твоя вина: Част 1“) (2017)
- „All Your Fault: Pt. 2“ („Изцяло твоя вина: Част 2“) (2017)

### Сингли

#### Като главен изпълнител
| Заглавие                                                                                      | Година | Албум                          |
| --------------------------------------------------------------------------------------------- | ------ | ------------------------------ |
| „I Can't Stop Drinking About You“ („Не мога да спра да пия за теб“)                           | 2014   | „I Don't Wanna Grow Up“        |
| „I'm Gonna Show You Crazy“ („Ще ти покажа лудост“)                                            | 2014   | „I Don't Wanna Grow Up“        |
| „Gone“ („Изгубена“)                                                                           | 2014   | –                              |
| „Me, Myself & I“ с G-Eazy („Мен, себе си и аз“)                                               | 2015   | „When It's Dark Out“           |
| „No Broken Hearts“ с Ники Минаж („Без разбити сърца“)                                         | 2016   | –                              |
| „In the Name of Love“ с Мартин Гарикс („В името на любовта“)                                  | 2016   | –                              |
| „I Got You“ („С теб съм“)                                                                     | 2016   | „All Your Fault: Pt. 1“        |
| „F. F. F.“ с G-Eazy („Проклети да са фалшивите приятели“)                                     | 2017   | „All Your Fault: Pt. 1“        |
| „The Way I Are (Dance with Somebody)“ с Лил Уейн „Такава, каквато съм (Да танцувам с някого)“ | 2017   | „All Your Fault: Pt. 2“        |
| „Meant to Be“ с Florida Georgia Line („Писано да бъде“)                                       | 2017   | „All Your Fault: Pt. 2“        |
| „Home“ с Машин Гън Кели и X Ambassadors („У дома“)                                            | 2017   | „Bright: The Album“            |
| „Push Back“ с Ни-Йо и Стефлон Дон („Бутни назад“)                                             | 2018   | „Good Man“                     |
| „I'm a Mess“ („Аз съм бъркотия“)                                                              | 2018   | „Expectations“                 |
| „Say My Name“ с Давид Гета и Джей Балвин                                                      | 2018   | „7“                            |
| „Last Hurrah“ („За последен път“)                                                             | 2019   | –                              |
| „Harder“ с Джакс Джоунс („По-силно“)                                                          | 2019   | „Snacks“                       |
| „You Can't Stop the Girl“ („Не можеш да спреш момичето“)                                      | 2019   | „Maleficent: Mistress of Evil“ |
| „Baby I'm Jealous“ с Доджа Кет („Скъпи, ревнувам“)                                            | 2020   | „Better Mistakes“              |
| „Sacrifice“ („Пожертвай“)                                                                     | 2021   | „Better Mistakes“              |
| „Sabotage“ („Саботирам“)                                                                      | 2021   | „Better Mistakes“              |
| „Die for a Man“ с Лил Узи Верт („Да умра за мъж“)                                             | 2021   | „Better Mistakes“              |

#### Като гост-изпълнител
| Заглавие                                                                 | Година | Албум                                 |
| ------------------------------------------------------------------------ | ------ | ------------------------------------- |
| „Sink or Swim“ на Пиърс Фултън („Плуваш или потъваш“)                    | 2012   | –                                     |
| „Take Me Home“ на Кеш Кеш („Прибери ме у дома“)                          | 2013   | „Overtime“ „Blood, Sweat and 3 Years“ |
| „Hey Mama“ на Давид Гета с Ники Минаж и Афроджак („Ей, мамче“)           | 2015   | „Listen“                              |
| „All the Way“ на Рейкон („Докрай“)                                       | 2015   | –                                     |
| „That's How You Know“ на Нико и Винц с Кид Инк („Така разбираш“)         | 2015   | „Cornerstone“                         |
| „Battle Cry“ на Хавана Браун със Сави („Боен вик“)                       | 2015   | –                                     |
| „Back to You“ на Луи Томлинсън с Digital Farm Animals („Отново при теб“) | 2017   | –                                     |
| „Girls“ на Рита Ора с Карди Би и Charli XCX („Момичета“)                 | 2018   | „Phoenix“                             |
| „Call You Mine“ на The Chainsmokers („Наричам те мой“)                   | 2019   | „World War Joy“                       |
| „I'm Not Pretty“ на Джесиа („Не съм красива“)                            | 2021   | –                                     |

#### Промо сингли
| Заглавие                                         | Година | Албум                     |
| ------------------------------------------------ | ------ | ------------------------- |
| „That's It“ с Гучи Мейн и Ту Чейнс („Това е“)    | 2017   | „All Your Fault: Pt. 2“   |
| „Count on Christmas“ („Разчитай на Коледа“)      | 2017   | „A Christmas Story Live!“ |
| „Ferrari“ („Ферари“)                             | 2018   | „Expectations“            |
| „2 Souls on Fire“ с Куейво („Две пламтящи души“) | 2018   | „Expectations“            |
| „Not 20 Anymore“ („Вече не съм на 20“)           | 2019   | –                         |

### Други популярни песни
- „(Not) The One“ („(Не съм) правилната“) (2017)
- „Self Control“ („Самоконтрол“) (2018)
- „Girl in the Mirror“ („Момичето в огледалото“) (2019)

### Авторство на песни
- Lee Hyori – „As Long as I Love You“ (2009)
- Shinee – „Lucifer“ (2010)
- Nikki Williams – „Glowing“ (2010)
- Jelena Karleuša – „Muškarac koji mrzi žene“ (2011)
- We the Kings – „Party, Fun, Love, and Radio“ (2012)
- Selena Gomez – „Like A Champion“ (2013)
- Eminem ft. Rihanna – „The Monster“ (2013)
- Tinashe – „All Hands On Deck“ (2014)
- Pitbull с участието на Bebe Rexha – „This Is Not a Drill“ (2014)
- Bella Thorne – „Jersey“ (2014)
- Bella Thorne – „One More Night“ (2014)
- Iggy Azalea – „Team“ (2016)
- Nick Jonas – „Under You“ (2016)
- Logan Staats – „The Lucky Ones“ (2018)
- Gryffin ft. Maia Wright – „Body Back“ (2019)
- Tate McRae – „Stupid“ (2019)
- Selena Gomez, 6lack – „Crowded Room“ (2020)

## Филмография

### Филми
| Година | Заглавие              | Роля       | Бележки         |
| ------ | --------------------- | ---------- | --------------- |
| 2019   | „Сладките грозничета“ | Тюсдей     | Озвучаваща роля |
|        | „Queenpins“           | Темпе Тина |                 |

### Телевизия
| Година | Заглавие                            | Роля       | Бележки                                                                                      |
| ------ | ----------------------------------- | ---------- | -------------------------------------------------------------------------------------------- |
| 2016   | Европейски музикални награди на MTV | Водещ      | Събитие, организирано от MTV Networks Europe, което награждава изпълнители и техните проекти |
| 2017   | „Bebe Rexha: The Ride“              | Себе си    | Документален филм, който разглежда моменти, променили живота на Биби                         |
| 2017   | „Pitch Battle“                      | Гост-съдия | Шоу със състезателен характер, в което се съревновават музикални групи                       |
| 2017   | „A Christmas Story Live!“           | Изпълнител | Телевизионна музикална програма, вдъхновена от филма и мюзикъла, носещи същото име           |
| 2018   | „American Idol“                     | Себе си    | Ментор на участниците и звезден дуетен партньор                                              |
| 2018   | „Victoria's Secret Fashion Show“    | Изпълнител | Изпълнява „I'm a Mess“ по време на сегмент от ревюто                                         |
| 2019   | „The Voice“                         | Треньор    |                                                                                              |
| 2019   | „Celebrity Juice“                   | Панелист   | 18 април 2019 г.                                                                             |
| 2020   | „The Voice“                         | Съветник   | Епизод от сезон 18                                                                           |
| 2020   | „Songland“                          | Себе си    | Епизод „Биби Рекса“                                                                          |
| 2020   | „RuPaul's Drag Race All Stars“      | Гост-съдия | Епизод от сезон 5                                                                            |

## Турнета

### Като главен изпълнител
- All Your Fault Tour (2017)

### Като ко-изпълнител
- Warped Tour (2015)
- Bebe & Bassy Tour (2017)

### Като подгряващ изпълнител
- Ник Джонас – Nick Jonas: Live In Concert (2015)
- Ели Голдинг – Delirium World Tour (2016)
- Бруно Марс – 24K Magic World Tour (2018)
- Кейти Пери – Witness: The Tour (2018)
- Джонас Брадърс – Happiness Begins Tour (2019)